# Junior-VM i håndbold 1983 (mænd)
Juniorverdensmesterskabet i håndbold for mænd 1983 var det tredje junior-VM i håndbold for mænd, og turneringen med deltagelse af 16 hold afvikledes i Finland i perioden 3. – 12. december 1983.
Turneringen blev vunder af Sovjetunionen, som i finalen besejrede Vesttyskland med 32-17. Bronzemedaljerne gik til Danmark, som i bronzekampen vandt 31-28 over Sverige.

## Resultater
De 16 deltagende hold var inddelt i fire grupper med fire hold i hver, og i hver gruppe spillede holdene en enkeltturnering alle-mod-alle. De fire gruppevindere og fire -toere gik videre til kampene om placeringerne 1-8, mens holdene, der sluttede som nr. 3 eller 4 i hver gruppe, spillede videre i kampene om 9.- til 16.-pladsen.

### Indledende runde

#### Gruppe A
| Dato              | Kamp                    | Res.  | Pause | Spillested |
| ----------------- | ----------------------- | ----- | ----- | ---------- |
|                   | Sovjetunionen – Italien | 39–13 | 21-80 |            |
| DDR – Egypten     | 32–19                   | 20-60 |       |            |
|                   | Sovjetunionen – Egypten | 33–17 | 16-90 |            |
| DDR – Italien     | 38–13                   | 13-60 |       |            |
|                   | Sovjetunionen – DDR     | 25–20 | 14-12 |            |
| Italien – Egypten | 14–18                   | 6-8   |       |            |

| Hold          | Kampe | Mål   | Point |
| ------------- | ----- | ----- | ----- |
| Sovjetunionen | 3     | 97-50 | 6     |
| DDR           | 3     | 90-57 | 4     |
| Egypten       | 3     | 54-79 | 2     |
| Italien       | 3     | 40-95 | 0     |

#### Gruppe B
| Dato  | Kamp                      | Res.  | Pause | Spillested |
| ----- | ------------------------- | ----- | ----- | ---------- |
| 3.12. | Tjekkoslovakiet – Spanien | 20–20 | 10-14 |            |
| 3.12. | Danmark – Kuwait          | 32–16 | 14-60 | Karis      |
| 4.12. | Tjekkoslovakiet – Kuwait  | 30–17 | 14-80 |            |
| 4.12. | Danmark – Spanien         | 20–19 | 10-10 |            |
| 6.12. | Spanien – Kuwait          | 30–16 | 12-90 |            |
| 6.12. | Tjekkoslovakiet – Danmark | 25–26 | 14-13 | Eura       |

| Hold            | Kampe | Mål   | Point |
| --------------- | ----- | ----- | ----- |
| Danmark         | 3     | 78-60 | 6     |
| Tjekkoslovakiet | 3     | 75-63 | 3     |
| Spanien         | 3     | 69-56 | 3     |
| Kuwait          | 3     | 49-92 | 0     |

#### Gruppe C
| Dato                   | Kamp                       | Res.  | Pause | Spillested |
| ---------------------- | -------------------------- | ----- | ----- | ---------- |
|                        | Jugoslavien – Schweiz      | 25–17 | 11-80 |            |
| Vesttyskland – Polen   | 25–17                      | 11-90 |       |            |
|                        | Jugoslavien – Polen        | 24–23 | 13-11 |            |
| Vesttyskland – Schweiz | 17–18                      | 08-10 |       |            |
|                        | Jugoslavien – Vesttyskland | 19–17 | 7-8   |            |
| Schweiz – Polen        | 19–20                      | 9-8   |       |            |

| Hold         | Kampe | Mål   | Point |
| ------------ | ----- | ----- | ----- |
| Jugoslavien  | 3     | 68-57 | 6     |
| Vesttyskland | 3     | 59-54 | 2     |
| Polen        | 3     | 60-68 | 2     |
| Schweiz      | 3     | 54-62 | 2     |

#### Gruppe D
| Dato               | Kamp               | Res.  | Pause | Spillested |
| ------------------ | ------------------ | ----- | ----- | ---------- |
|                    | Frankrig – Finland | 23–28 | 11-10 |            |
| Sverige – Østrig   | 37–22              | 17-14 |       |            |
|                    | Sverige – Finland  | 22–20 | 9-9   |            |
| Frankrig – Østrig  | 19–14              | 7-6   |       |            |
|                    | Østrig – Finland   | 19–24 | 08-12 |            |
| Sverige – Frankrig | 21–20              | 10-70 |       |            |

| Hold     | Kampe | Mål   | Point |
| -------- | ----- | ----- | ----- |
| Sverige  | 3     | 80-62 | 6     |
| Finland  | 3     | 72-64 | 4     |
| Frankrig | 3     | 62-63 | 2     |
| Østrig   | 3     | 55-80 | 0     |

### Hovedrunde
I hovedrunden samledes de fire gruppevindere og de fire -toere fra den indledende runde i gruppe I og II. I hver gruppe spillede holdene en enkeltturnering alle-mod-alle, og de to gruppevindere kvalificerede sig til finalen. De to toere gik videre til bronzekampen, mens treerne gik videre til placeringskamp om femtepladsen. Endelig måtte de to firere tage til takke med at spille om syvendepladsen.
De fire gruppetreere og -firere fra den indledende runde blev samlet i gruppe III og IV. I hver gruppe spillede holdene en enkeltturnering alle-mod-alle, og alt efter placeringerne i grupper, kvalificerede holdene sig til placeringskampene om 9.- til 16.-pladsen.

#### Gruppe I
| Dato  | Kamp                        | Res.  | Pause | Spillested |
| ----- | --------------------------- | ----- | ----- | ---------- |
| 8.12. | Sovjetunionen – Tjekkoslov. | 24–23 | 14-90 |            |
| 8.12. | DDR – Danmark               | 21–24 | 9-9   |            |
| 9.12. | Sovjetunionen – Danmark     | 24–20 | 09-10 | Helsinki   |
| 9.12. | DDR – Tjekkoslovakiet       | 25–24 | 14-80 |            |

| Hold            | Kampe | Mål   | Point |
| --------------- | ----- | ----- | ----- |
| Sovjetunionen   | 3     | 73-63 | 6     |
| Danmark         | 3     | 70-70 | 4     |
| DDR             | 3     | 66-73 | 2     |
| Tjekkoslovakiet | 3     | 72-75 | 0     |

#### Gruppe II
| Dato                  | Kamp                   | Res.  | Pause | Spillested |
| --------------------- | ---------------------- | ----- | ----- | ---------- |
|                       | Sverige – Vesttyskland | 26–29 | 09-13 |            |
| Jugoslavien – Finland | 30–20                  | 15-80 |       |            |
|                       | Vesttyskland – Finland | 19–13 | 8-9   |            |
| Jugoslavien – Sverige | 25–28                  | 13-14 |       |            |

| Hold         | Kampe | Mål   | Point |
| ------------ | ----- | ----- | ----- |
| Vesttyskland | 3     | 65-58 | 4     |
| Sverige      | 3     | 76-74 | 4     |
| Jugoslavien  | 3     | 74-65 | 4     |
| Finland      | 3     | 53-71 | 0     |

#### Gruppe III
| Dato              | Kamp              | Res.  | Pause | Spillested |
| ----------------- | ----------------- | ----- | ----- | ---------- |
|                   | Italien – Spanien | 16–26 | 09-11 |            |
| Egypten – Kuwait  | 15–19             | 7-9   |       |            |
|                   | Italien – Kuwait  | 22–22 | 12-90 |            |
| Egypten – Spanien | 16–28             | 04-13 |       |            |

| Hold    | Kampe | Mål   | Point |
| ------- | ----- | ----- | ----- |
| Spanien | 3     | 84-48 | 6     |
| Kuwait  | 3     | 57-67 | 3     |
| Egypten | 3     | 49-61 | 2     |
| Italien | 3     | 53-66 | 1     |

#### Gruppe IV
| Dato               | Kamp             | Res.  | Pause | Spillested |
| ------------------ | ---------------- | ----- | ----- | ---------- |
|                    | Østrig – Polen   | 18–23 | 07-14 |            |
| Schweiz – Frankrig | 21–17            | 10-90 |       |            |
|                    | Polen – Frankrig | 21–17 | 12-80 |            |
| Schweiz – Østrig   | 25–19            | 13-10 |       |            |

| Hold     | Kampe | Mål   | Point |
| -------- | ----- | ----- | ----- |
| Polen    | 3     | 64-54 | 6     |
| Schweiz  | 3     | 65-56 | 4     |
| Frankrig | 3     | 53-56 | 2     |
| Østrig   | 3     | 51-67 | 0     |

### Placerings- og finalekampe
| Dato                | Kamp                         | Res.                | Pause               | Spillested          |
| Kamp om 15.-pladsen | Kamp om 15.-pladsen          | Kamp om 15.-pladsen | Kamp om 15.-pladsen | Kamp om 15.-pladsen |
| ------------------- | ---------------------------- | ------------------- | ------------------- | ------------------- |
|                     | Italien – Østrig             | 18–21               | 08-10               |                     |
| Kamp om 13.-pladsen |                              |                     |                     |                     |
|                     | Egypten – Frankrig           | 20–17               | 10-80               |                     |
| Kamp om 11.-pladsen |                              |                     |                     |                     |
|                     | Kuwait – Schweiz             | 22–26               | 12-12               |                     |
| Kamp om 9.-pladsen  |                              |                     |                     |                     |
|                     | Spanien – Polen              | 21–20               | 13-90               |                     |
| Kamp om 7.-pladsen  |                              |                     |                     |                     |
|                     | Tjekkoslovakiet – Finland    | 23–19               | 12-90               |                     |
| Kamp om 5.-pladsen  |                              |                     |                     |                     |
|                     | DDR – Jugoslavien            | 17–18               | 09-11               |                     |
| Bronzekamp          |                              |                     |                     |                     |
| 12.12.              | Danmark – Sverige            | 31–28               | 12-14               | Helsinki            |
| Finale              |                              |                     |                     |                     |
|                     | Sovjetunionen – Vesttyskland | 32–17               | 12-90               |                     |

| Samlet rangering | Samlet rangering |
| ---------------- | ---------------- |
| Guld             | Sovjetunionen    |
| Sølv             | Vesttyskland     |
| Bronze           | Danmark          |
| 4.               | Sverige          |
| 5.               | Jugoslavien      |
| 6.               | Østtyskland      |
| 7.               | Tjekkoslovakiet  |
| 8.               | Finland          |
| 9.               | Spanien          |
| 10.              | Polen            |
| 11.              | Schweiz          |
| 12.              | Kuwait           |
| 13.              | Egypten          |
| 14.              | Frankrig         |
| 15.              | Østrig           |
| 16.              | Italien          |

### Medaljevindere
| Guld          | Sølv         | Bronze |
| ------------- | ------------ | --- |
| Sovjetunionen | Vesttyskland | Danmark |
| [[]]          | [[]]         | Klaus Sletting Jensen Jan Ludwig Michael Fenger Lars Gjøls Andersen Søren Hansen Verner Møller Niels Hjørting-Hansen Claus Munkedal Povl Ziebe Søren Kildelund Per Sabroe Lars Bo Ibsen Jørgen Gluver Lars Lundbye [[]] Træner: Per Frederiksen |